# Ahaetulla pulverulenta
Ahaetulla pulverulenta är en ormart som beskrevs av Duméril, Bibron och Duméril 1854. Ahaetulla pulverulenta ingår i släktet Ahaetulla och familjen snokar. Inga underarter finns listade i Catalogue of Life.
Arten förekommer i Indien, Bangladesh och Sri Lanka. Honor lägger inga ägg utan föder 5 till 15 levande ungar per tillfälle.

## Bildgalleri

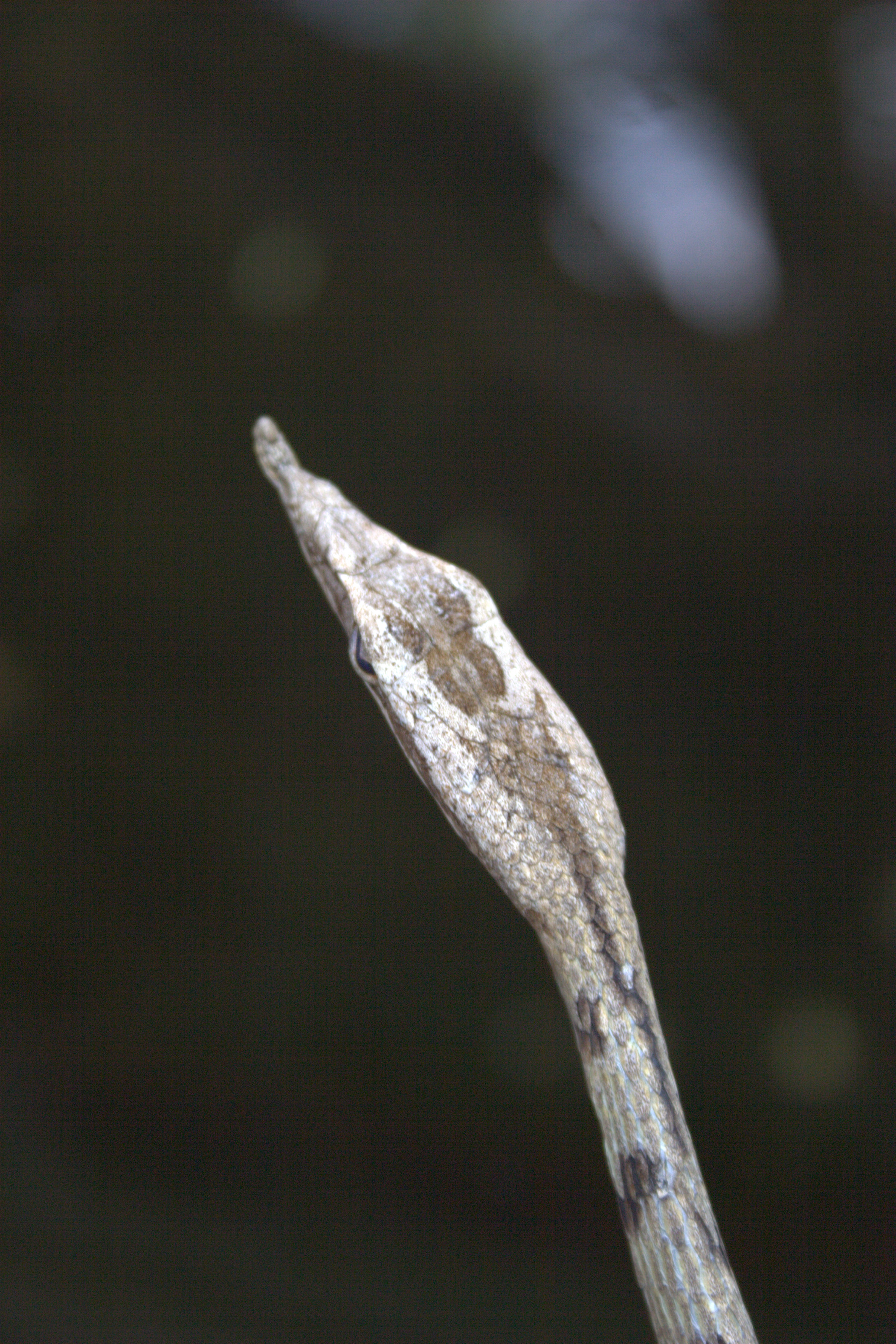
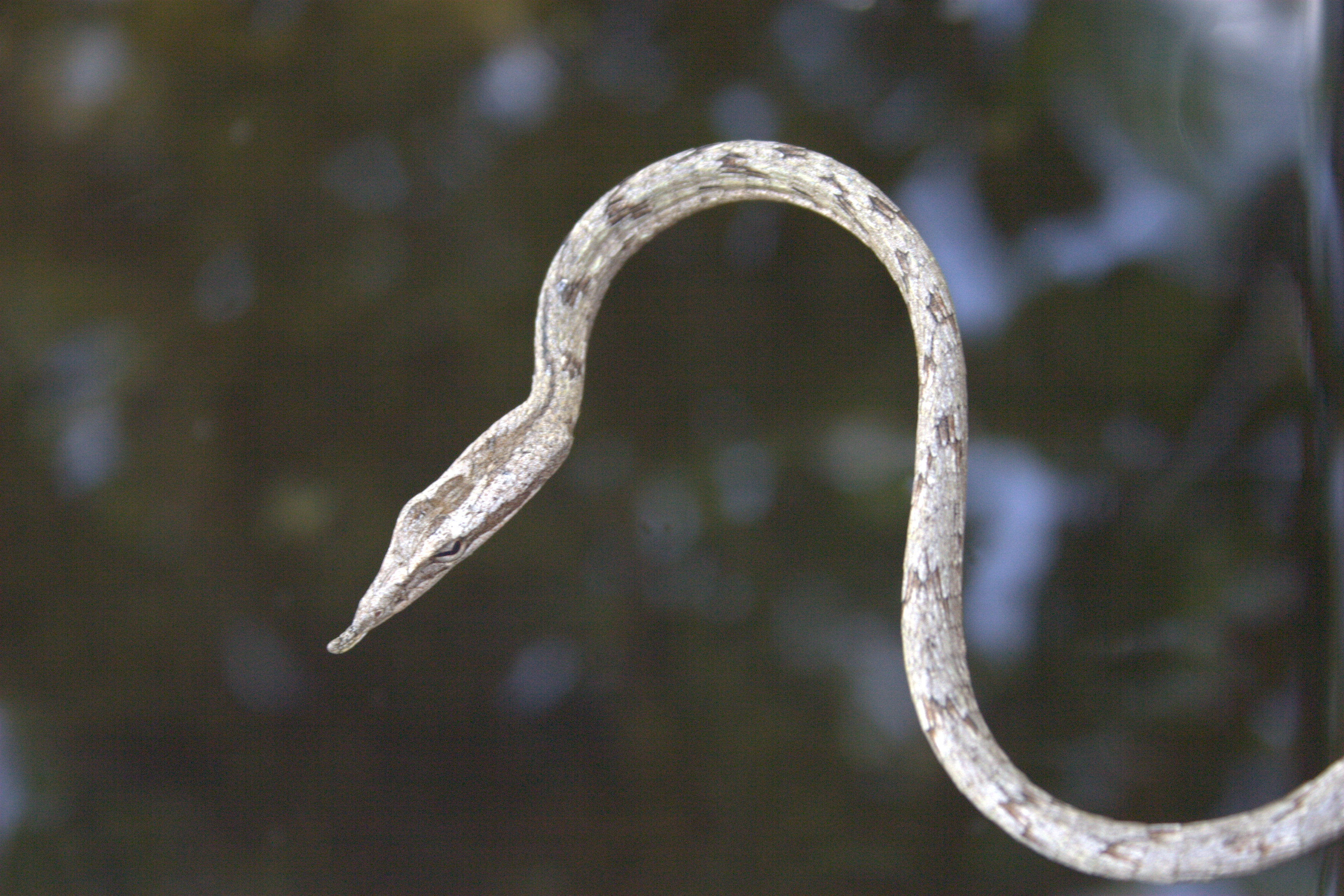
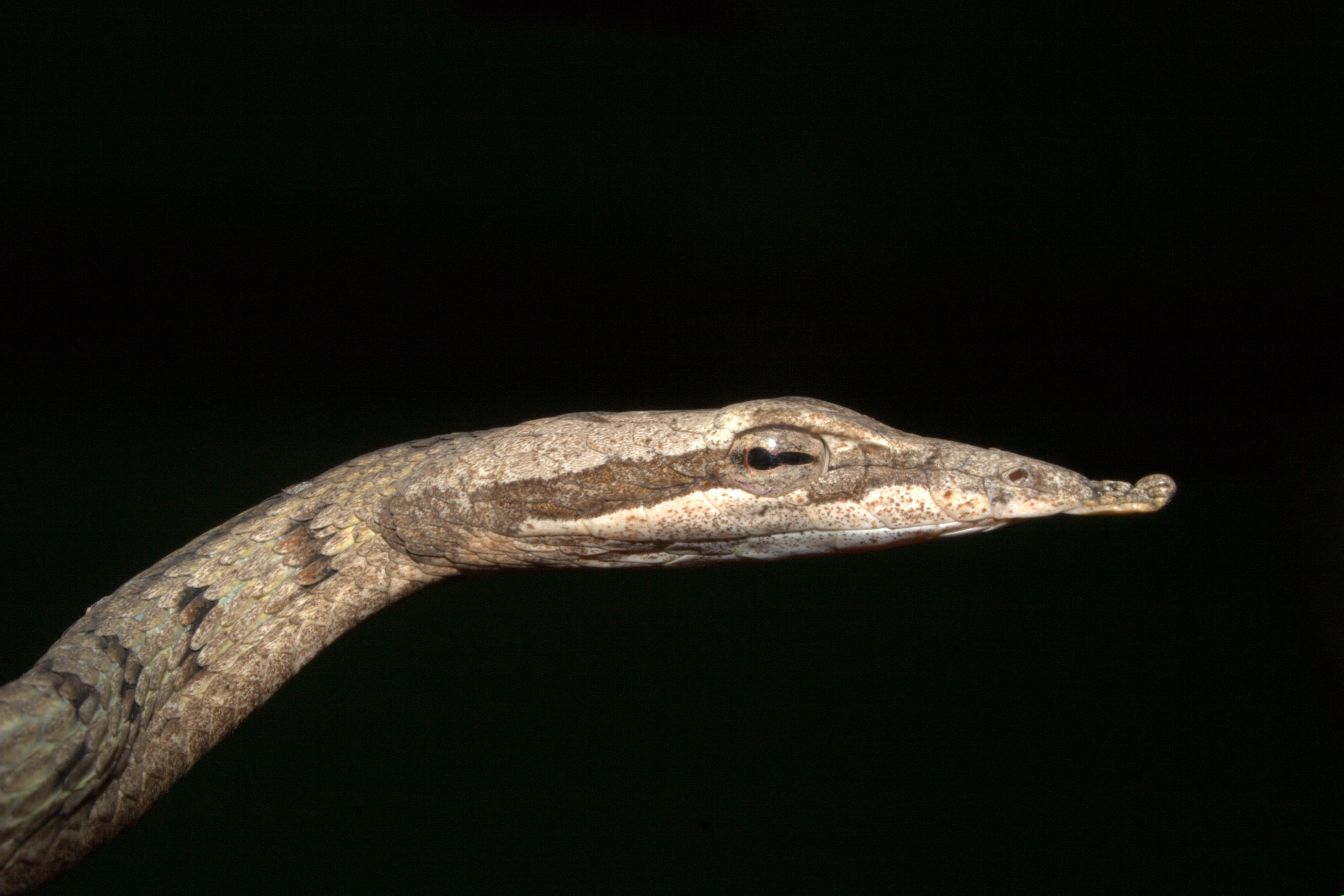
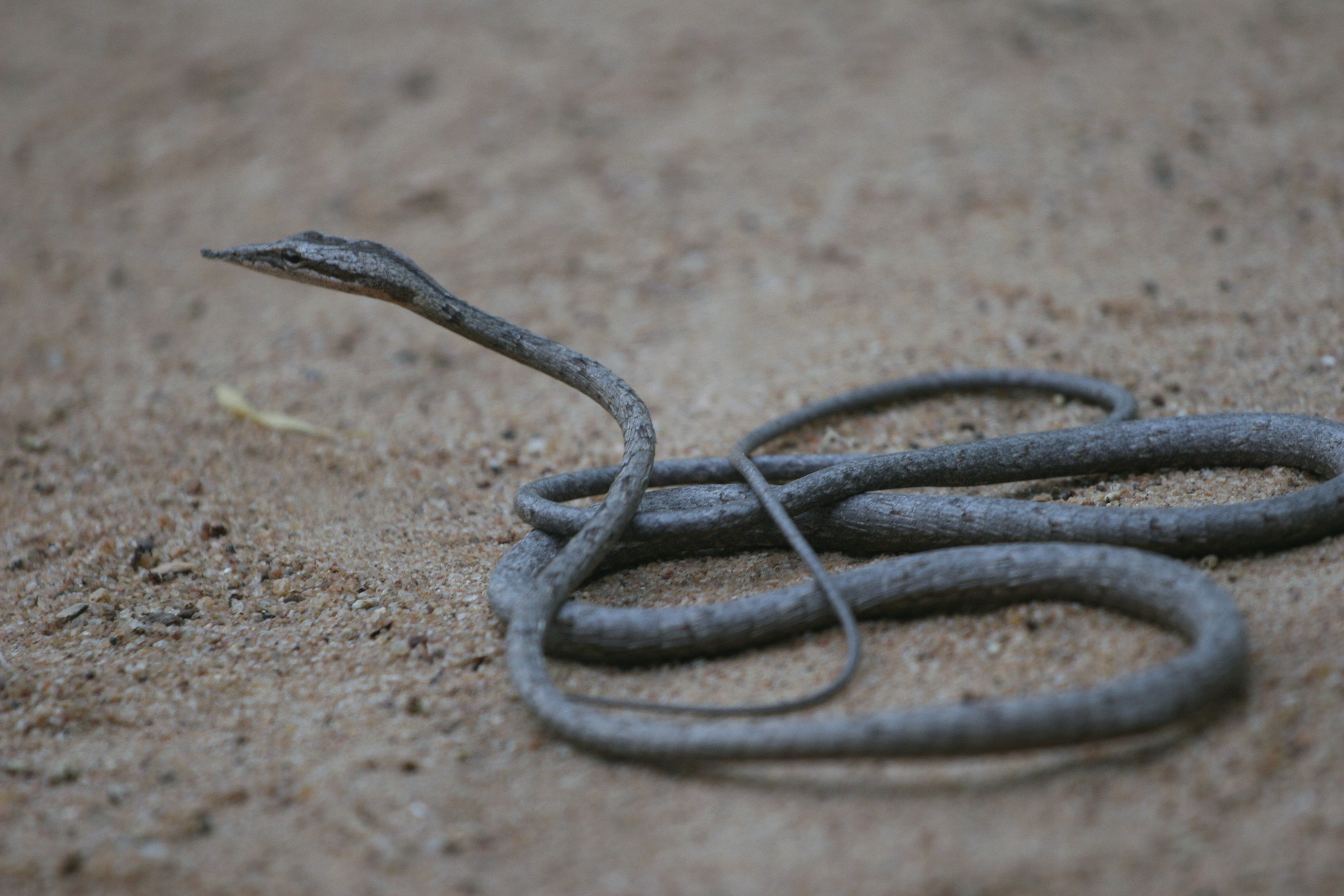
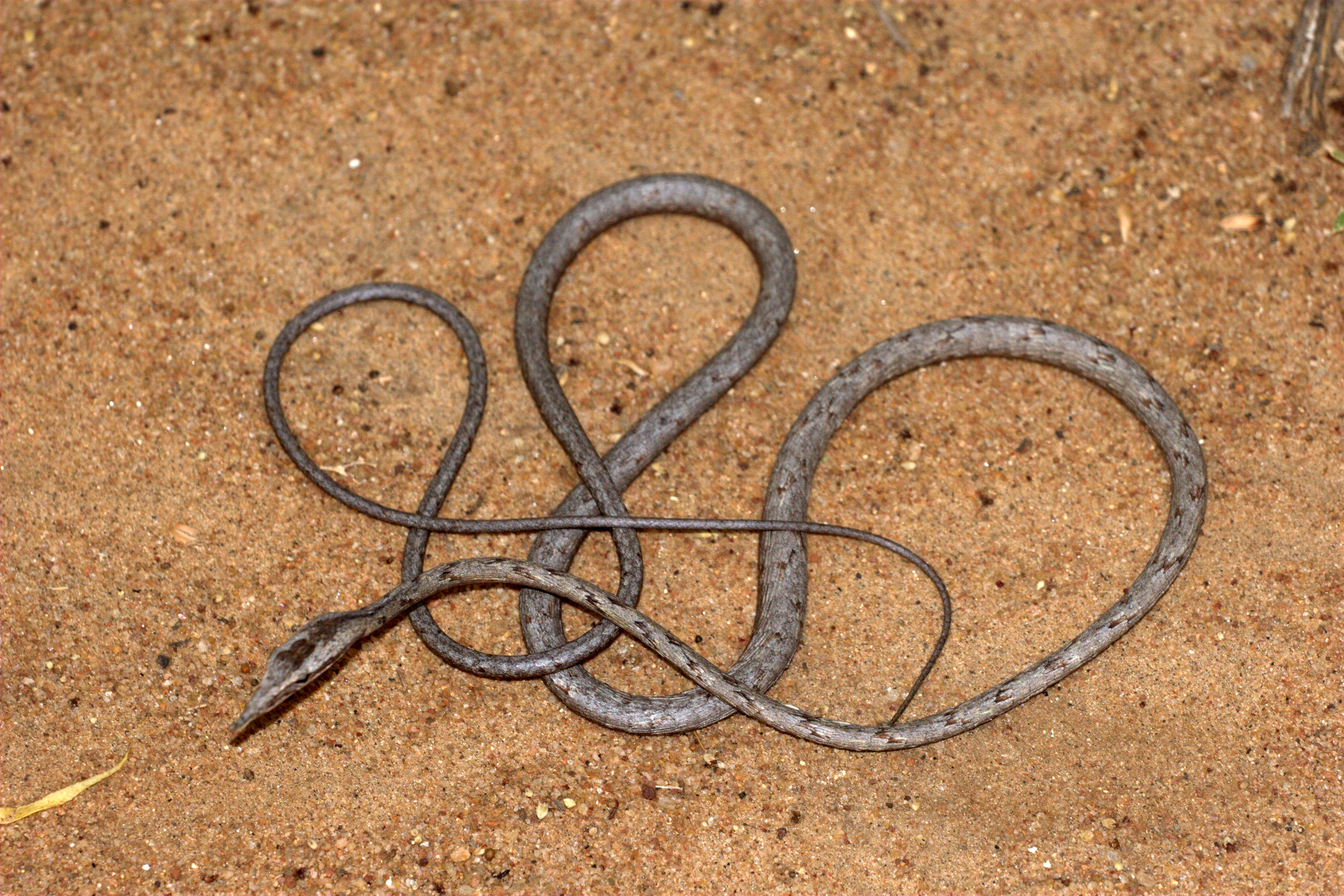
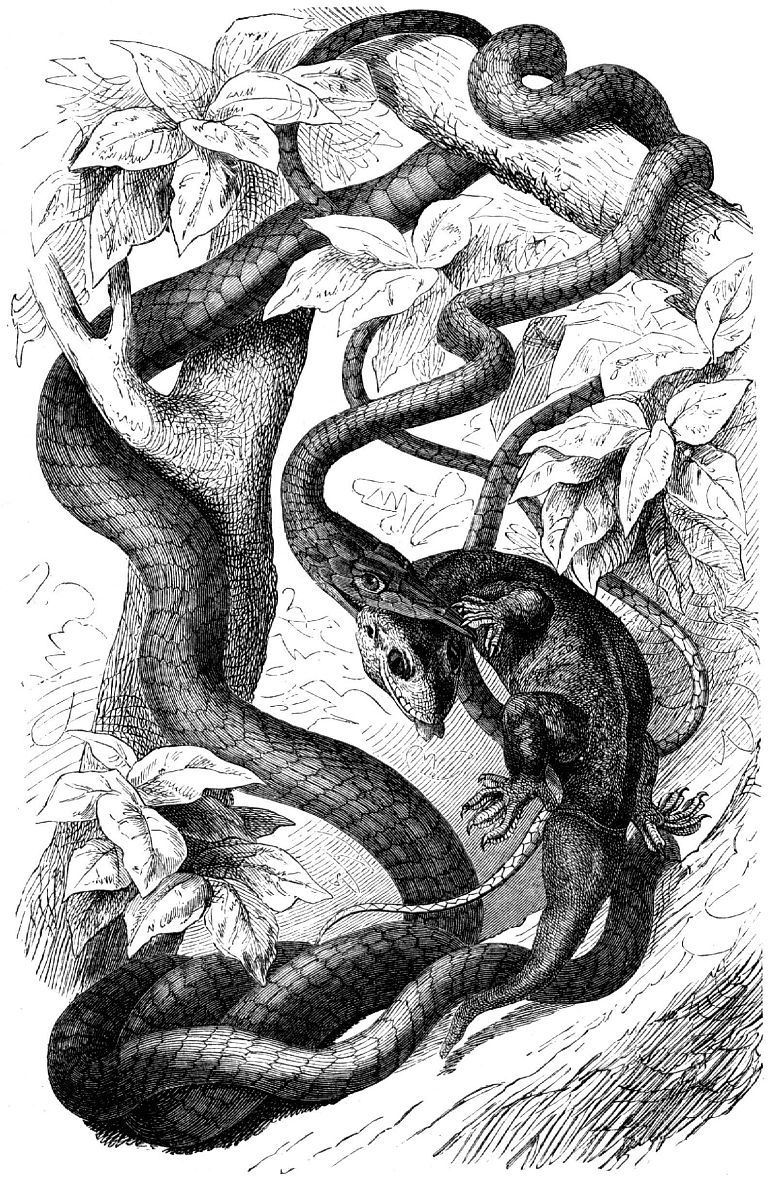